# Portrait de Pierre l'Arétin
Le Portrait de Pierre l'Arétin (en italien, Pietro Aretino) est un portrait du poète de la Renaissance Pierre l'Arétin, peint par Titien vers 1545, peut-être pour Cosme Ier de Médicis. Il est conservé dans le salon de Vénus du Palais Pitti à Florence.

## Histoire
L'œuvre arriva à Florence l'année de son exécution (1545) comme don de l'Arétin lui-même à Cosme Ier. L'homme de lettre toscan habitait à Venise, et était ami avec Titien, qui a fait son portrait en accentuant les traits inquiétants du personnages. Les cours européennes craignaient, en fait, cet écrivain polémique, férocement satirique et provocateur. 
Sur sa représentation, l'Arétin porta ce jugement : « elle respire, bat les poignets et déplace l'esprit dans le sens où je vois la vie. »

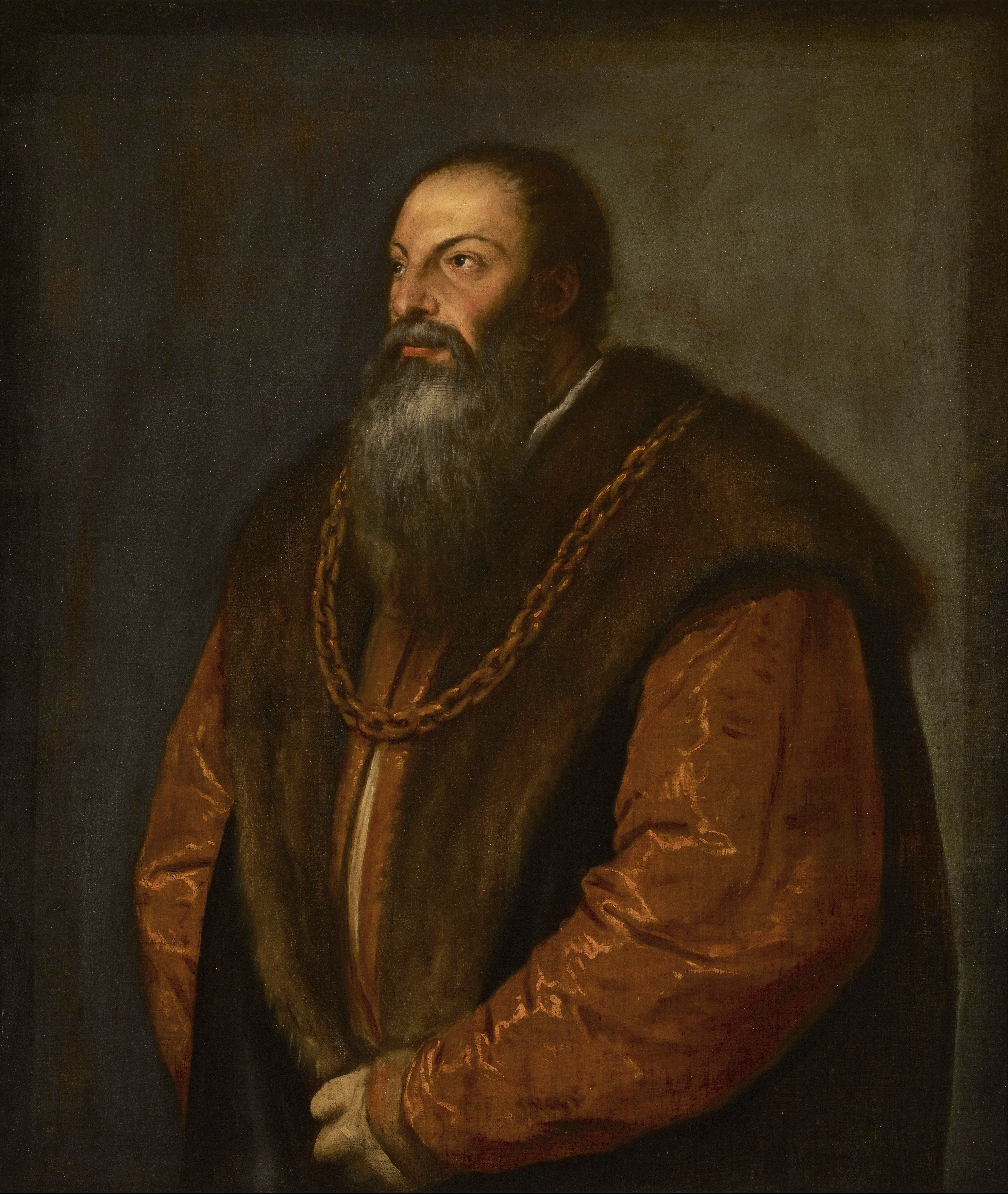
Autre portrait similaire de Pierre l'Arétin par Titien en 1548 (Frick Collection).

## Postérité
La peinture fait partie du musée imaginaire de l'historien français Paul Veyne, qui le décrit dans son ouvrage justement intitulé Mon musée imaginaire.